# Avrion Mitchison
Nicholas Avrion „Av“ Mitchison (* 5. Mai 1928; † 28. Dezember 2022) war ein britischer Zoologe. Er leistete wesentliche Beiträge zum Verständnis von immunologischen Reaktionen bei Infektionen, Allergien und Autoimmunerkrankungen.

## Leben
Mitchison wurde 1928 als Sohn des Labour-Politikers Dick Mitchison und seiner Frau, der Schriftstellerin Naomi Mitchison geborene Haldane geboren. Sein Onkel war der Biologe John Burdon Sanderson Haldane und sein Großvater der Psychologe John Scott Haldane. Seine älteren Brüder sind der Bakteriologe Denis Mitchison und der Zoologe John Murdoch Mitchison. Seine Kinder sind der Zellbiologe Tim Mitchison und Hannah Mitchison. Er studierte Zoologie an der Universität Oxford. Im Jahr 1950 nahm er ein Forschungsstipendium am Magdalen College in Oxford an und 1952 ein Stipendium des Commonwealth Fund Fellowship research in den USA. 1967 arbeitete er am National Institute for Medical Research (NIMR) in Mill Hill, London über unterschiedliche Typen von Lymphozyten im Immunsystem. 1971 bis 1991 war er Jodrell Professor of Zoology and Comparative Anatomy am University College London und forschte über Autoimmunerkrankungen. Mitchison war einer der Mitbegründer und von 1991 bis 1996 Leiter des Deutschen Rheuma-Forschungszentrum Berlin (DRFZ) in Berlin. Er arbeitete danach am Department of Immunology, Windeyer Institute of Medical Sciences am University College London Medical School.

## Forschungsschwerpunkte
- immunologische Toleranz, Immunregulation, Immungenetik
- Gewebe Transplantation, Transplantationsimmunität, Transplantationsbiologie
- Rheumatologie, rheumatische Arthritis
- Zellbiologie

Er leistete wesentliche Beiträge über die Rolle von T-Lymphozyten und B-Lymphozyten bei der Entstehung entzündlich-rheumatischer Erkrankungen. Er wies nach, dass Immunität von sensibilisierten Spendern auf weitere Individuen übertragen werden kann.

## Auszeichnungen
- 1967 Mitglied der Royal Society
- 1987 Mitglied der American Academy of Arts and Sciences
- 1990 ausländisches Mitglied der National Academy of Sciences (NAS)
- 1990 Mitglied der Academia Europaea
- 1991 Auswärtiges Mitglied der Polnischen Akademie der Gelehrsamkeit (PAU) in Krakau[2]
- 2001 Träger der Robert-Koch-Medaille in Gold (Anerkennung seines Lebenswerks in der immunologischen Forschung)

Der Avrion-Mitchison-Preis für Nachwuchswissenschaftler ist nach ihm benannt. Der Preis für Rheumaforschung wird seit 1999 jährlich vom Deutschen Rheuma-Forschungszentrum Berlin (DRFZ) für die beste experimentelle, klinische oder epidemiologische Forschungsarbeit auf dem Gebiet der Rheumatologie verliehen. Bis 2018 wurde der Preis im Wert von 2.500 Euro von der Schering Forschungsgesellschaft gestiftet. Seit 2019 verleiht das DRFZ Berlin den Avrion Mitchison Preis in Höhe von nun 3.000 Euro.

## Schriften
- Will we survive? Scientific American (1993)
- Mensch oder Mikrobe: Wer gewinnt? Spektrum der Wissenschaft (Neuauflage 2001)